# Буткевич, Анатолий Викторович
Анатолий Викторович Буткевич (р. 10.11.1954) — российский учёный в области физики космических лучей и нейтринной физики, доктор физико-математических наук.

## Биография
Окончил Ростовский государственный университет (1976).
С 1976 г. работал в Институте ядерных исследований в должностях от инженера до старшего научного сотрудника, с 2012 г. ведущий научный сотрудник Лаборатории нейтринной астрофизики ОЛВЭНА (Отдел лептонов высоких энергий и нейтринной астрофизики).
Принимал участие в создании Баксанского сцинтилляционного телескопа и в проводимых на нём экспериментах по измерению времени жизни протона и измерению потоков нейтрино.
Разработал комплекс программ для расчёта потоков мюонов в веществе с использованием численных методов для решения уравнений переноса.
Вычислил сечения неупругого рассеяния мюонов на ядрах и сечения многократного рассеяния мюонов с учетом ядерных форм-факторов.
Доктор физико-математических наук (2010). 
Профессор кафедры фундаментальных взаимодействий и космологии МФТИ.

## Награды и премии
Награждён Почётной грамотой Президиума и профсоюза работников РАН (2012).

## Сочинения

### Диссертация
- Квазиупругое взаимодействие нейтрино с ядрами и измерение параметров нейтринных осцилляций : дис. ... докт. физ.-матем. наук : 01.04.16 / Буткевич Анатолий Викторович; [Место защиты: Ин-т ядер. исслед. РАН]. - Москва, 2010. - 205 с.

### Избранные статьи
По данным РИНЦ у А.В. Буткевича на середину 2024 уже вышло не менее 110 статей. В том числе:
- Ограничения на параметры осцилляций нейтрино по данным Баксанского подземного телескопа / М.М. Болиев, А.В. Буткевич, В.Н. Закидышев, Б.А. Макоев, С.П. Михеев, А.Е. Чудаков. // Ядерная физика, 1981, Т. 34, вып. 5 , с. 1418-1421.
- 1983 Neutrino and muon spectra in the atmosphere and at large depth in the ocean. / Butkevich A.V., Dedenko L.G., Zheleznykh I.M. // в сборнике Proc. 18-th Intern. Cosmic Ray Conf, место издания Bangalore. India, том 11, с. 435-438
- Спектры адронов, мюонов и нейтрино в атмосфере как решение прямой задачи. / Буткевич А.В., Деденко Л.Г., Железных И.М. // Ядерная физика, 1989, том 50, № 7, с. 142-156
- Перспективы радиоволнового и акустического детектирования космических нейтрино сверхвысоких энергий (сечения, сигналы, пороги). / А.В. Буткевич, Л.Г. Деденко, И.М. Железных, С.Х. Караевский, А.А. Миронович, А.Л. Проворов.  // ЭЧАЯ (Дубна), 29, вып.3, июнь 1998.
- Быстрая симуляция черенковского света от каскадов и мюонов высоких энергий. / Л.Б. Безруков, А.В. Буткевич. //Межд. совещание по нейтринным телескопам, Цойтен, Германия, июль 1998 г.
- Модернизация баксанского подземного телескопа / Е. Н. Алексеев, А. В. Буткевич, А. В. Воеводский и др. М. : ИЯИ, 1989. — 17 с. (Препр. / АН СССР, Ин-т ядер. исслед.; П-0610).
- Поиск локальных источников нейтрино на Баксанском подземном сцинтилляционном телескопе. / М.М. Болиев, А.В. Буткевич, В.И. Волченко, И.М. Дзапарова, М.М. Кочкаров, Р.В. Новосельцева, В.Б. Петков, П.С. Стриганов, А.Ф. Янин. // Физика элементарных частиц и атомного ядра, 2018. Т. 49, вып. 4, с. 1025-1030.
- Search for muon neutrinos from the gravitational wave event GW170817 at the Baksan Underground Scintillation Telescope. Boliev M.M., Butkevich A.V., Dzaparova I.M., Kochkarov M.M., Kurenya A.N., Lidvansky A.S., Novoseltsev Yu F., Novoseltseva R.V., Petkov V.B., Striganov P.S., Yanin A.F. // Journal of Physics: Conference Series, издательство IOP Publishing ([Bristol, UK], England), vol. 1787, № 1, p. 012034